# Capilla del Santísimo (Catedral de Palma de Mallorca)

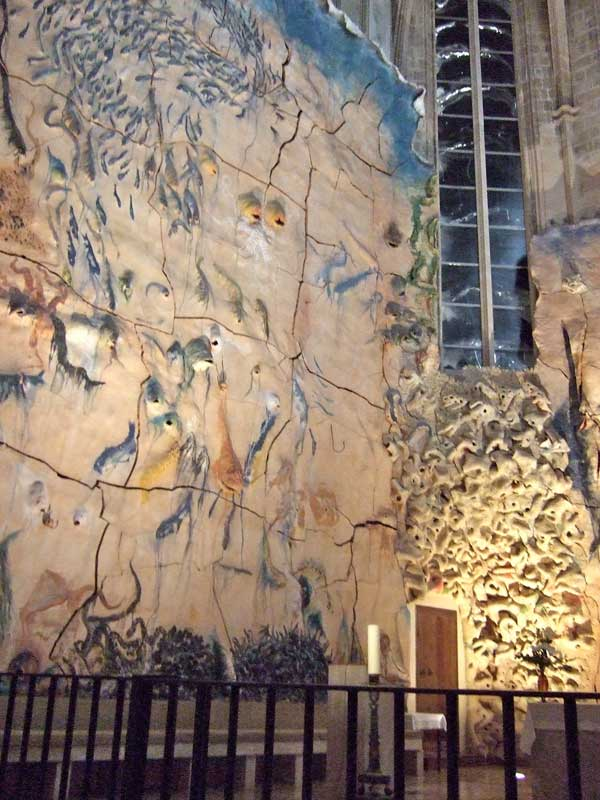
Detalle del mural

La Capilla del Santísimo es una de las tres capillas que están situadas en la cabecera de la Catedral de Mallorca (Palma de Mallorca, España) y es de estilo gótico. Dentro de la capilla se encuentra un mural creado por Miquel Barceló entre los años 2001 y 2006.
Representa el fondo marino y en el centro de la pared frontal se puede ver un molde de forma humana, esta representa la resurrección de Jesucristo.

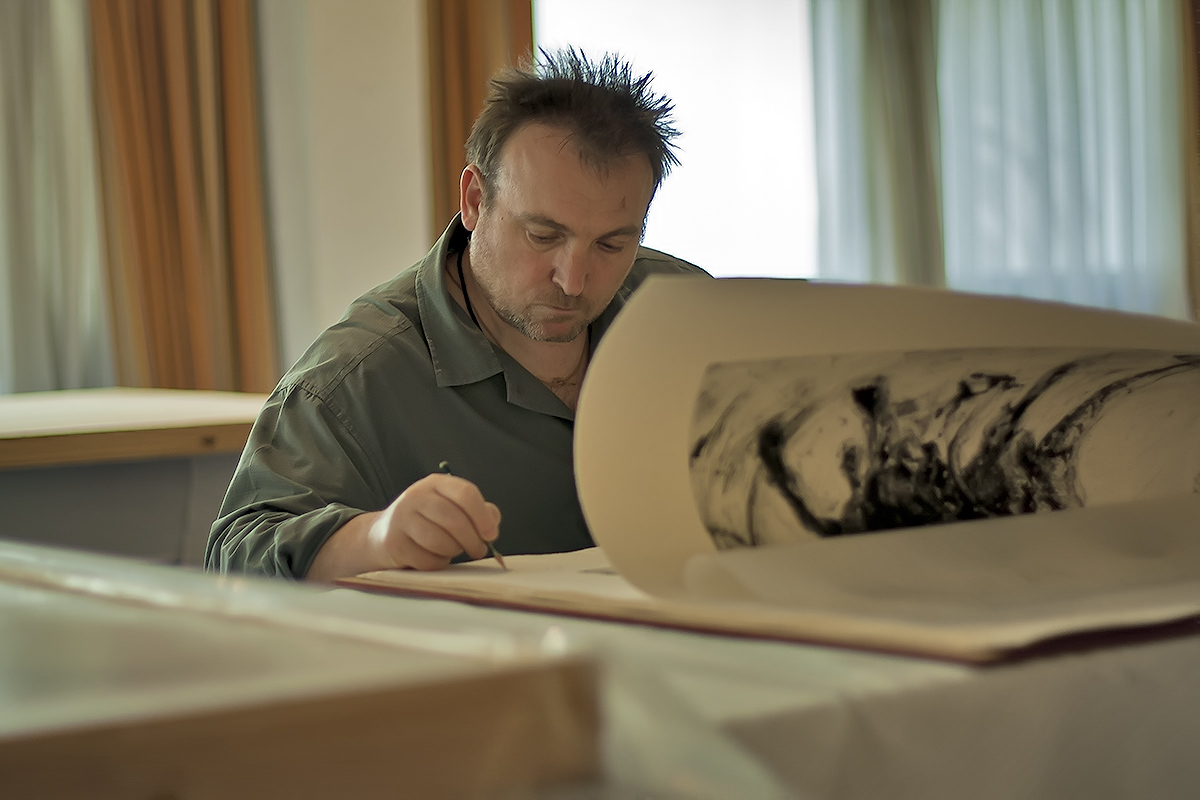
Miquel Barceló

## El mural de la Capilla del Santísimo
En esta obra de Barceló se reflejan tanto las influencias africanas como las mediterráneas y reaparecen muchos de los elementos presentes en sus obras anteriores. Para crear este mural se inspiró en el milagro evangélico de los panes y los peces y son precisamente esos panes y peces los que se recrean en la Capilla.
La obra realizada por el artista entre los años 2001 y 2006, es decir, desde la aprobación del proyecto hasta su finalización, ha consistido en la creación de una pared cerámica policromada de aproximadamente 300 m² que cubre casi la totalidad de los muros arquitectónicos. Además, cinco vitrales de 12 metros de altura con tonalidades de grisalla y un conjunto mobiliario litúrgico realizado en piedra de Binisalem y compuesto por altar, ambón, silla presidencial y dos bancos para el coro ferial completan su obra. 
Como muchas de sus pinturas de la década de los 80 del siglo pasado, también las figuras de la Capilla están en relieve. Esta circunstancia dota al conjunto de un efecto tridimensional que realza la majestuosidad del lugar.
El visitante quedará admirado por el gesto amenazante de un pez dentudo (una morena mediterránea). Los pulpos parecen estar en movimiento y las frutas transmiten sensación de frescor.
La ejecución de la obra no fue ajena a la polémica. Como sucedió años atrás con Joan Miró, tampoco la obra de Barceló generó la adhesión unánime de los mallorquines. La decisión de las autoridades episcopales resultó decisiva. Ello no obstante, las manifestaciones del propio Miquel Barceló en nada ayudaron al proyecto. No se privó de manifestarse anticlerical y no creyente, lo cual no tiene nada que ver con la obra, pero esas manifestaciones sentaron muy mal en la Isla.